# Mahiliow
Ne pas confondre avec Mohyliv-Podilskyï (en russe : Могилёв-Подольский), ville d'Ukraine.
Mahiliow (en biélorusse : Магілёў) ou Moguilev (en russe : Могилёв, pron. [məɡʲɪˈlʲɵf]) est une ville de Biélorussie et la capitale administrative de la voblast de Mahiliow ou oblast de Moguilev. Sa population s'élevait à 380 440 habitants en 2017, ce qui en fait la troisième plus grande ville de Biélorussie.

## Géographie
Mahiliow, centre administratif de la région, se situe au bord du fleuve Dniepr à 182 km à l'est de Minsk. C'est un nœud ferroviaire où se rejoignent des lignes vers Orcha, Assipovitchy, Jlobine ou encore Krytchaw et une ville située au croisement des routes vers Minsk, Homiel, Viciebsk et Babrouïsk. La municipalité de Mahiliow se subdivise en deux arrondissements administratifs. La ville possède un port fluvial et un aéroport qui est un point de transit international de passagers et de marchandises.

## Histoire
La ville de Moguilev (ou Moghilev) a été fondée en 1267 par la volonté du duc Lev Danilovitch Moguiy — d'où le nom de la ville, selon la légende — qui fit construire un château sur les rives du Dniepr bien qu'il n'existe aucune trace formelle de ce château, qui aurait été détruit par les Polonais en 1595.
Au XIVe siècle, Moguilev faisait partie du Grand duché de Lituanie. La ville commença à se développer au XVe siècle. En 1592 (jusqu'en 1606) on accorda à Moguilev le petit privilège de Magdebourg. L'hôtel de ville fut construit sur la place comme symbole d'autonomie et du commerce libre. En 1604, la population de la ville s'élevait à 15 000 habitants, dont 45 pour cent d'artisans.
Moguilev a été, par sa position centrale en Europe, le lieu de nombreux conflits, comme lors de la guerre du nord (1700-1721, Suède-Russie). Point stratégique de la ligne de communication par les marais de Pripiet et objectif intermédiaire de l'attaque sur Smolensk, elle est occupée à la suite de la bataille de Moguilev par la Grande Armée d'août à novembre 1812. Elle a aussi accueillie le quartier général de l'armée russe durant la Première Guerre mondiale. 

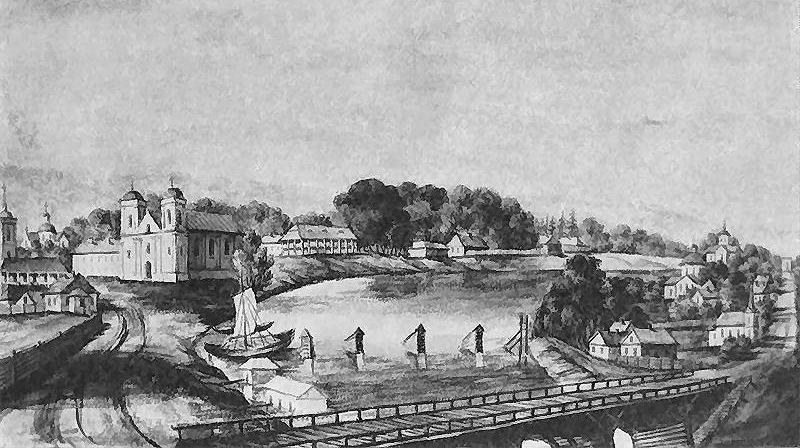
Moguilev vue par Napoleon Orda au XIXe siècle.

Le diocèse catholique de rite latin de Moguilev a été fondé le 15 avril 1783 auquel sera réuni celui de Minsk en 1869. Il a une signification historico-religieuse importante, car c'est de lui que dépendaient les catholiques de Russie (sauf certaines régions du sud, dépendant du diocèse de Tiraspol). Après 1849, son archevêque résidait habituellement à Saint-Pétersbourg, capitale de l'Empire russe. Le diocèse de Minsk-Moguilev fut restauré en 1991.
Pendant la révolution d'Octobre, Moguilev fut d'abord aux mains des forces anti-bolchéviques avant de basculer et d'être réorganisée par les forces rouges.
Lors de la Seconde Guerre mondiale, le combat pour Moguilev fut âpre. La défense de la ville dura pendant 23 jours contre les nazis. Suivant le recensement de la population de 1939, la ville de Moguilev comptait 19 715 juifs — 19,83 % de la population totale. La population juive fut rassemblée par les nazis dans un ghetto dont le chiffre approximatif des victimes fut de dix à douze mille morts.
Des mouvements de résistance furent ensuite organisés dans la ville, qui fut libérée le 28 juin 1944 sous le commandement de Grichine et de Boldine. Moguilev fut intégrée à la République socialiste soviétique de Biélorussie après la guerre et resta donc sous régime communiste jusqu'à la chute de ce dernier en 1991.
En 1986, Moguilev a été l'une des principales villes touchées par la catastrophe de Tchernobyl.
La ville fait partie des sites exploratoires en 2008 en prévision de l'installation d'une centrale nucléaire.

## Monuments
Les monuments modernes à noter sont le Mémorial commémoratif en hommage aux victimes de guerre dans Loupolov, camp de concentration nazi, le monument rendant hommage aux combattants pour le pouvoir soviétique dans la région de Mahiliow, le Mémorial « Champ de Bouinitchi », lieu des combats acharnés contre les envahisseurs allemands en 1941.
Mahiliow est aussi l'une des trois seules villes de Biélorussie (avec Brest-Litovsk et Minsk) à avoir une flamme éternelle pour rappeler sa résistance contre l'envahisseur nazi.
On trouve aussi à Mahiliow la réplique du siège du gouvernement biélorusse de Minsk, construit entre 1918 et 1921, à l'indépendance biélorusse dans le cas où la Pologne, alors très proche, envahirait Minsk. C'est aujourd'hui le siège de l'administration de la voblast de Mahiliow.

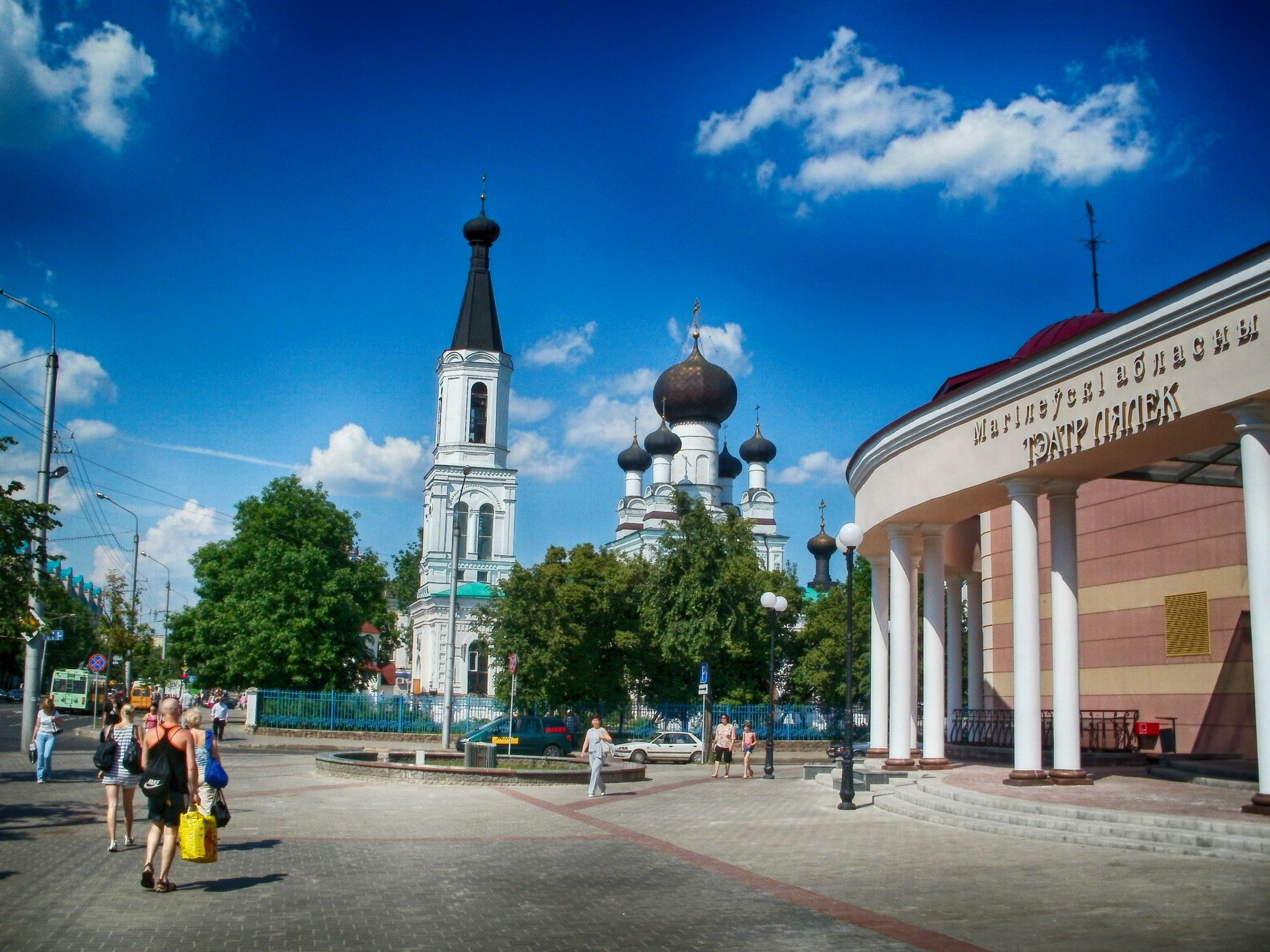
L'église des Trois-Hiérarques, siège de l'éparchie de Mahiliow et Mstislav.
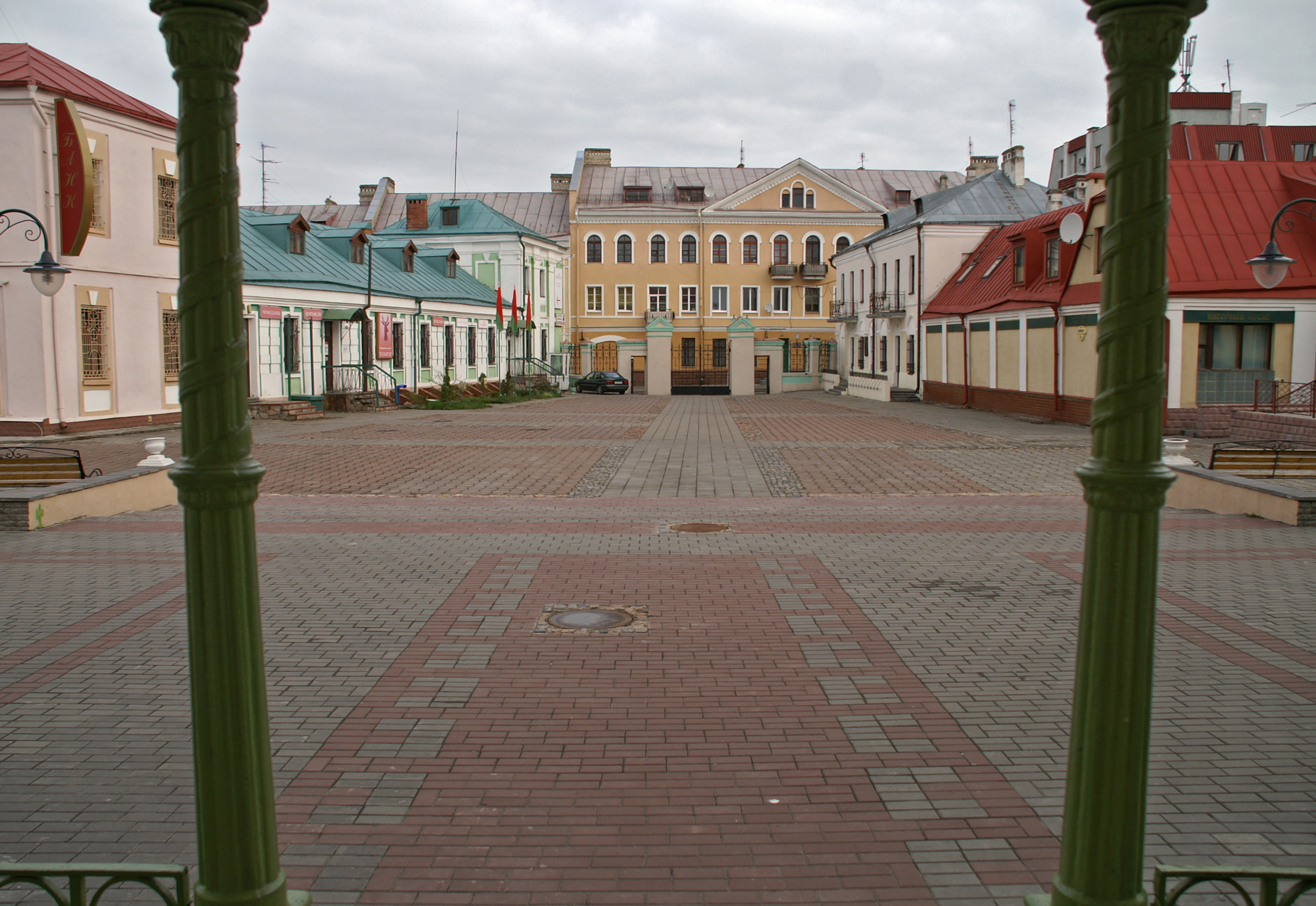
L’ancien évêché.
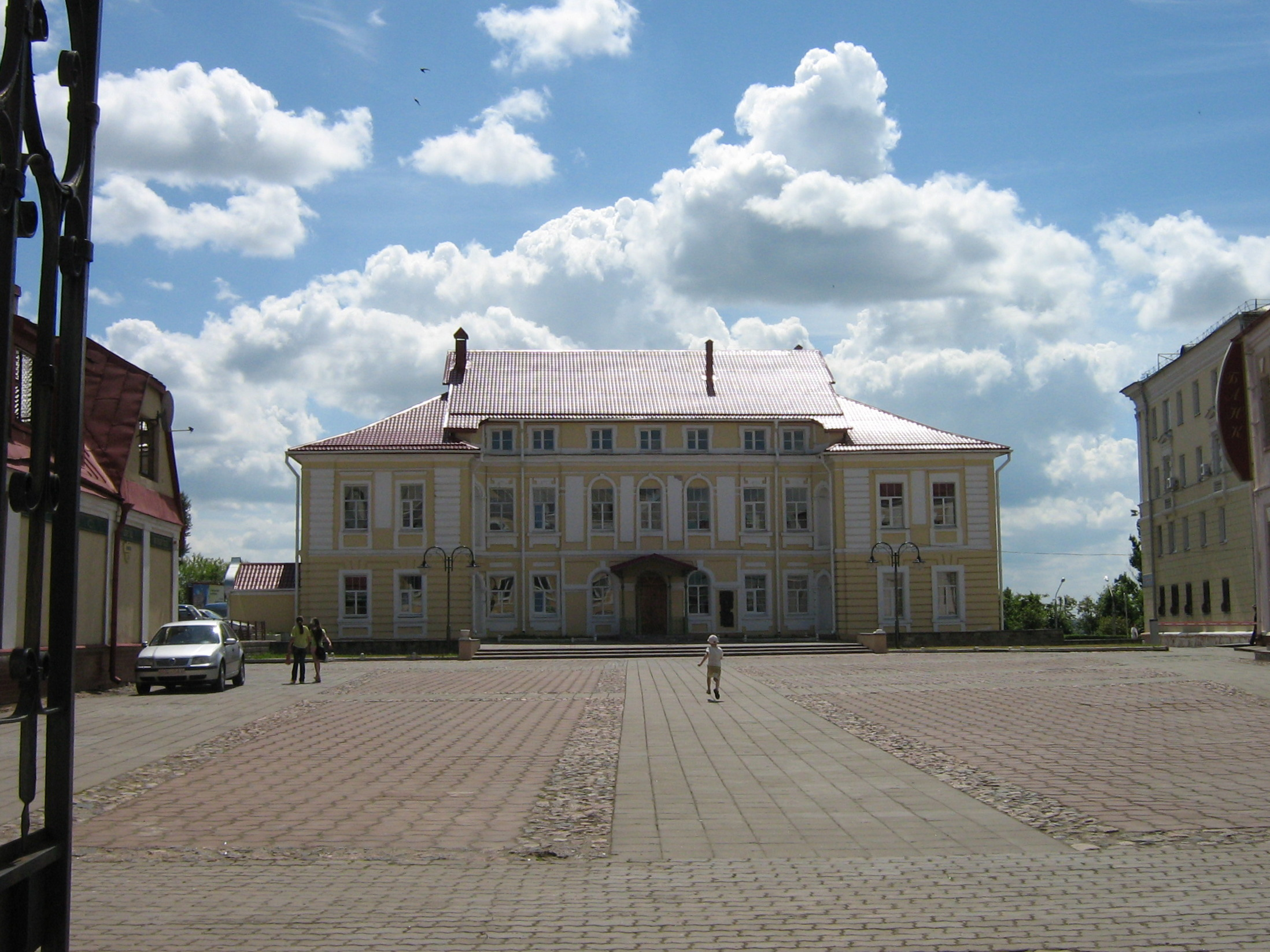
le palais épiscopal.
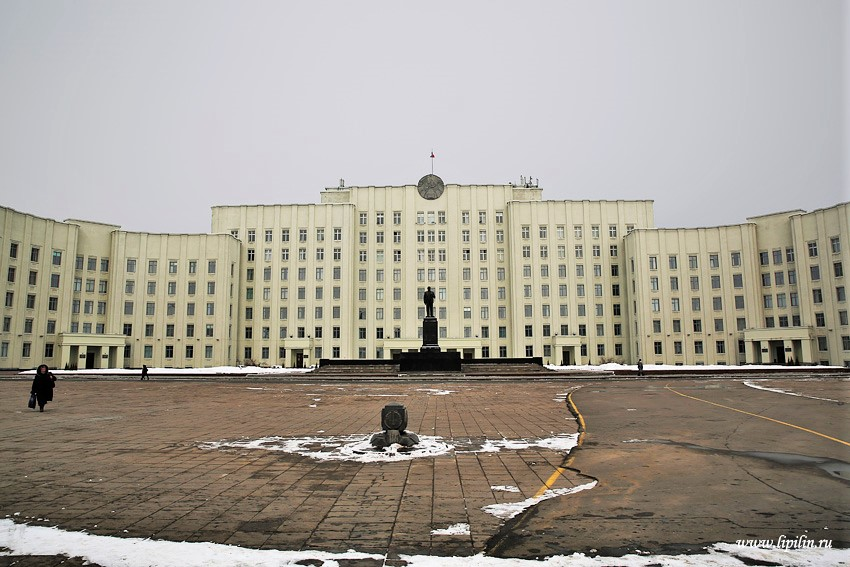
Le siège de l'administration de la voblast de Mahiliow.
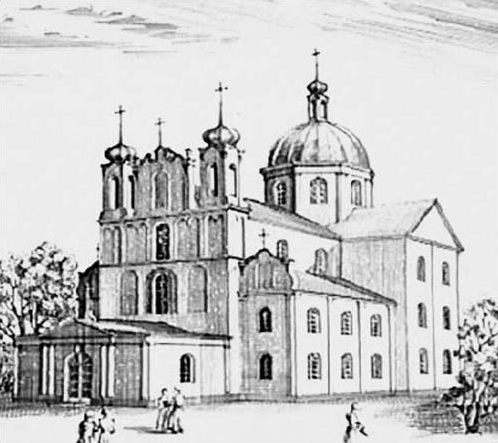
Le monastère Bohajaŭlienski au XIXe siècle.
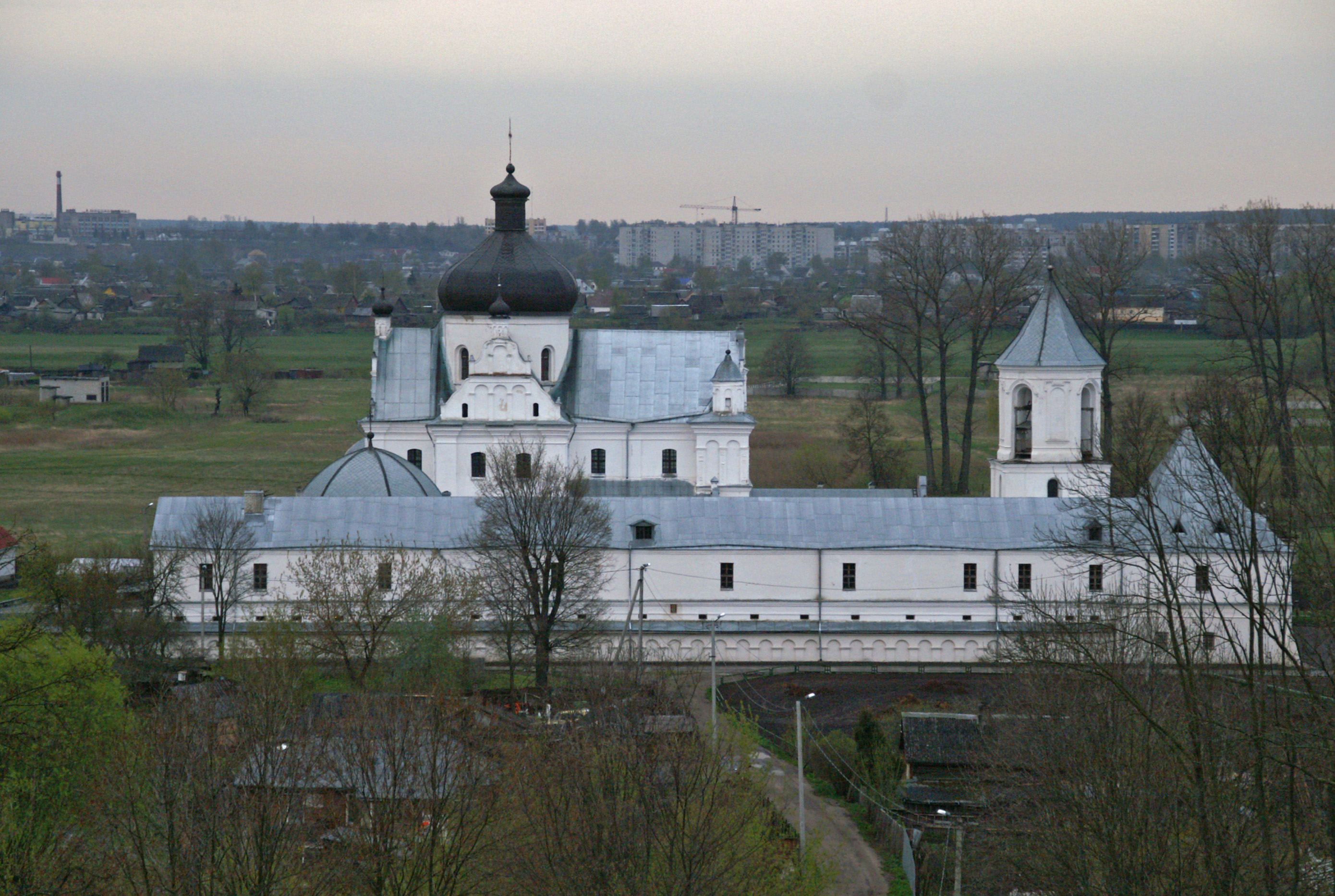
Le monastère st-Nicolas.
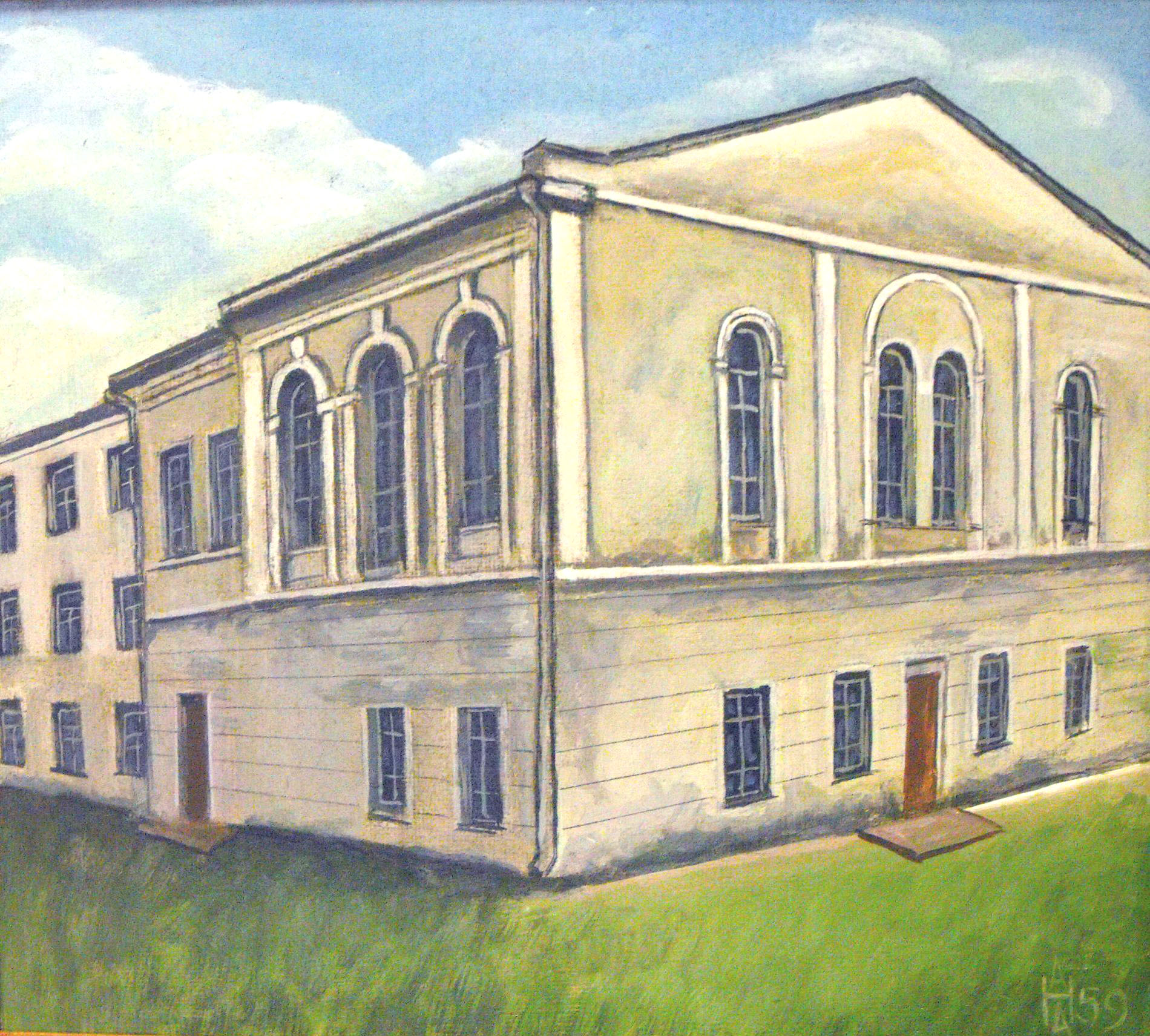
La synagogue Tsukerman.
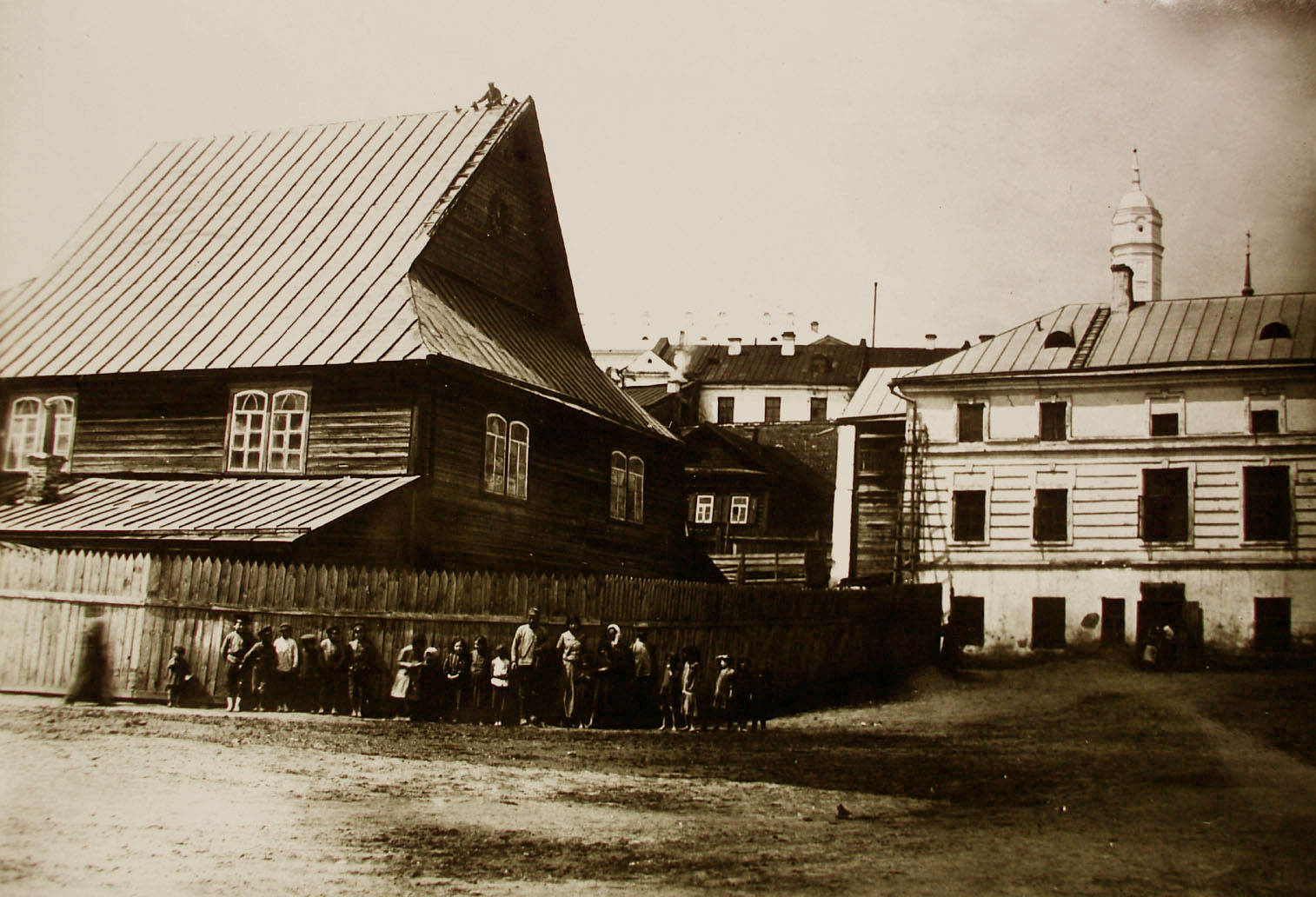
Une des synagogues en 1913.
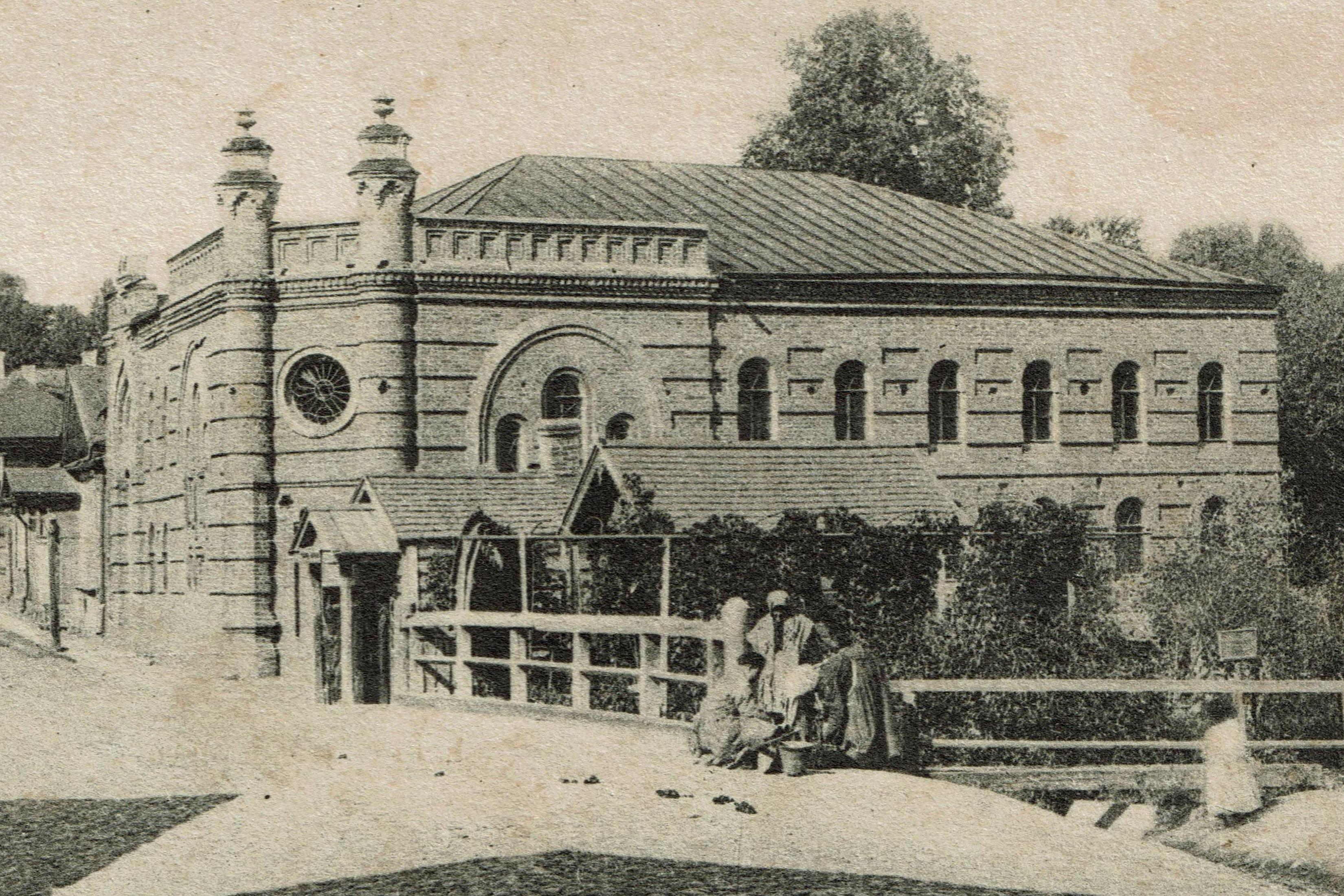
La grande synagogue fin XIXe siècle.

## Population
Recensements (*) ou estimations de la population :
| 1841   | 1859   | 1880   | 1897*  | 1906   | 1923*  | 1926*  |
| ------ | ------ | ------ | ------ | ------ | ------ | ------ |
| 19 669 | 25 000 | 40 536 | 43 119 | 51 959 | 41 622 | 46 562 |

| 1939*  | 1959*   | 1970*   | 1979*   | 1989*   | 1999*   | 2010*   |
| ------ | ------- | ------- | ------- | ------- | ------- | ------- |
| 99 428 | 121 712 | 202 314 | 289 708 | 356 864 | 359 188 | 358 279 |

| 2011    | 2012    | 2013    | 2014    | 2015    | 2016    | 2017    |
| ------- | ------- | ------- | ------- | ------- | ------- | ------- |
| 360 918 | 363 363 | 366 839 | 370 690 | 374 655 | 378 077 | 380 440 |

## Personnalités
- Grigory Konisski (1717-1795), évêque de l'éparchie de Orsza, Moguilev et Mstislav.
- Pavel Chéïn (1826-1900), folkloriste russe de famille juive
- Jacob Milkin, (1877-1944), peintre russe faisant partie de l'École de Paris
- Leonid Mandelstam (1879-1944), physicien soviétique
- Nikolaï Krestinski (1883-1938), révolutionnaire russe
- Irving Berlin (1888-1989), compositeur américain
- Otto Schmidt (1891-1956), scientifique soviétique
- Boris Moïsseïev (1954-2022), chanteur russe.
- Aleksandr Maseikov (1971-), champion olympique et du monde de canoë.
- Svetlana Baitova (1972-), championne olympique de gymnastique.
- Ludmila Christeseva (1978-), artiste visuelle suédoise d’origine biélorusse.
- Yaroslav Rybakov (1980-), sauteur en hauteur russe
- Timofei Kalachev (1981-), footballeur biélorusse
- Natalia Podolskaya (1982-), chanteuse biélorusse et russe
- Andrei Rybakou (1982-), haltérophile biélorusse
- Alena Lanskaya (1985-), chanteuse biélorusse

## Jumelages
La ville de Mahiliow est jumelée avec :
- Penza (Russie) depuis le 4 septembre 2009
- Bursa (Turquie) depuis le 26 mars 2013
- Toula (Russie) depuis le 26 novembre 1998
- Kertch (Crimée) depuis le 12 novembre 1998
- Villeurbanne (France) depuis 1979
- Bardejov (Slovaquie) depuis mars 1996
- Gabrovo (Bulgarie) depuis novembre 2000
- Klaipėda (Lituanie) depuis le 8 mars 1997
- Włocławek (Pologne) depuis le 8 décembre 1995
- Eisenach (Allemagne) depuis décembre 1996
- Kragujevac (Serbie) depuis le 6 mai 2006
- Zvenigorod (Russie) depuis le 9 novembre 2006
- Sumqayıt (Azerbaïdjan) depuis le 2 juillet 2009
- Mykolaïv (Ukraine) depuis le 2 juillet 2011
- Tabriz (Iran) depuis le 17 avril 2012
- Zhengzhou (Chine) depuis le 12 juin 2014
- Sokolinaïa Gora (Russie) depuis le 2 juillet 2016
- Nankin (Chine) depuis le 27 septembre 2016

La ville de Mahiliow entretien des partenariats avec :
- Houston (États-Unis) depuis le 19 mai 2014
- Khodjent (Tadjikistan) depuis le 24 mai 2014
- Syktyvkar (Russie) depuis le 20 mars 2013
- Tobolsk (Russie) depuis le 13 février 2013
- Batoumi (Géorgie) depuis le 4 septembre 2017
- Smolensk (Russie) depuis le 30 juin 2012
- Iekaterinbourg (Russie) depuis le 10 juin 2004
- Balachikha (Russie) depuis le 10 mai 2006
- Kolpino (Russie) depuis le 9 septembre 2002
- Krasnoïarsk (Russie) depuis le 19 septembre 2001
- Briansk (Russie) depuis le 10 février 2012
- Vologda (Russie) depuis le 29 juin 2003
- Semey (Kazakhstan) depuis le 11 février 2010
- Temriouk (Russie) depuis le 1er octobre 2011
- Naryn (Kirghizistan) depuis le 31 mai 2012
- Al Rayyan (Qatar) depuis le 8 octobre 2010
- Wittemberg (Allemagne) depuis le 10 juin 2004
- Omsk (Russie) depuis le 7 aout 2016
- Lahore (Pakistan) depuis le 10 novembre 2015
- District Primorski (Russie) depuis le 29 juin 2017

La ville de Mahiliow a aussi signé des protocoles d'intention de partenariats avec :
- Naplouse (Palestine) depuis le 5 novembre 2014
- Khabarovsk (Russie) depuis le 2 avril 2008
- District de Frounzé (Russie) depuis avril 2006
- Youjne (Ukraine) depuis le 20 juillet 2007
- Barinas (Venezuela) depuis le 17 aout 2007
- Asti (Italie) depuis le 19 septembre 2004
- Pocheon (Corée du Sud) depuis le 27 mai 2005
- Changsha (Chine) depuis le 30 juin 2017